# Galateo (Toa Alta)
Galateo es un barrio ubicado en el municipio de Toa Alta en el estado libre asociado de Puerto Rico. En el Censo de 2010 tenía una población de 5917 habitantes y una densidad poblacional de 810,99 personas por km².

## Geografía
Galateo se encuentra ubicado en las coordenadas 18°21′39″N 66°15′6″O / 18.36083, -66.25167. Según la Oficina del Censo de los Estados Unidos, Galateo tiene una superficie total de 7.3 km², de la cual 7.24 km² corresponden a tierra firme y (0.82%) 0.06 km² es agua.

## Demografía
Según el censo de 2010, había 5917 personas residiendo en Galateo. La densidad de población era de 810,99 hab./km². De los 5917 habitantes, Galateo estaba compuesto por el 71.49% blancos, el 11.24% eran afroamericanos, el 0.37% eran amerindios, el 13.76% eran de otras razas y el 3.14% pertenecían a dos o más razas. Del total de la población el 99.63% eran hispanos o latinos de cualquier raza.